# Clathrina panis
Clathrina panis är en svampdjursart som först beskrevs av Ernst Haeckel 1870.  Clathrina panis ingår i släktet Clathrina och familjen Clathrinidae. Inga underarter finns listade i Catalogue of Life.